# Peter Hjelm
Peter Hjelm, född 25 mars 1670 i Växjö, död 1715 i Moskva, var en svensk läkare. Han var farbror till Peter Jacob Hjelm.
Peter Hjelm var son till gymnasierektorn och senare prosten Jonas Petri Hjelm av släkten Hjelm. Efter studier i Växjö blev han student vid Uppsala universitet, där han läste medicin. Efter studievistelser i Rostock, Leiden och Greifswald blev han medicine doktor i Greifswald 1697. Kort därefter blev han provinsialmedicus i Södermanland och inrättade där Norrby brunn i Bogsta socken. 1705 blev han professor i medicin vid Åbo akademi och arbetade där för höjande av de medicinska studierna och utan framgång för anläggandet av en botanisk trädgård. 1708 var han akademins rektor. Han intresserade sig även för höjandet av medicinalväsendet i Finland. Hjelm förordnades 1710 till fältmedicus vid svenska armén i Finland, deltog i den allmänna flykten till Sverige 1714 men tillfångatogs av ryssarna på Åland och fördes till Viborg och sedan till Moskva, där han avled.